# Sulbenicillina
La sulbenicillina (α-sulfobenzilpenicillina) è un antibiotico di sintesi della classe delle penicilline, utilizzato spesso in associazione alla dibekacina.
È attiva contro batteri Gram-negativi e Gram-positivi.